# Большетроицкое сельское поселение
Большетро́ицкое се́льское поселе́ние — упразднённое муниципальное образование в Шебекинском районе Белгородской области.
Административный центр — село Большетроицкое.
19 апреля 2018 года упразднено при преобразовании Шебекинского района в Шебекинский городской округ.

## История
Большетроицкое сельское поселение образовано 20 декабря 2004 года в соответствии с Законом Белгородской области № 159.

## Население
| 2010  | 2011  | 2012  | 2013  | 2014  | 2015  | 2016  |
| ----- | ----- | ----- | ----- | ----- | ----- | ----- |
| 3021  | ↗3023 | ↘2958 | ↘2940 | ↗2960 | ↘2932 | ↘2899 |
| 2017  | 2018  |       |       |       |       |       |
| ↘2827 | ↘2746 |       |       |       |       |       |

## Состав сельского поселения
| № | Населённый пункт | Тип населённого пункта       | Население |
| - | ---------------- | ---------------------------- | --------- |
| 1 | Большетроицкое   | село, административный центр | ↗2250     |
| 2 | Верхнеберезово   | село                         | ↘648      |
| 3 | Осиновка         | село                         | ↘72       |
| 4 | Пристень         | хутор                        | ↘0        |
| 5 | Титовка          | село                         | ↘51       |